# Zákopčie
Zákopčie é um município da Eslováquia, situado no distrito de Čadca, na região de Žilina. Tem 29,63 km² de área e sua população em 2018 foi estimada em 1.749 habitantes.

## Demografia
| Ano:        | 1994 | 2004   | 2014   | 2024   |
| ----------- | ---- | ------ | ------ | ------ |
| Broj ljudi: | 1726 | 1830   | 1797   | 1683   |
| Razlika:    |      | +6,02% | -1,80% | -6,34% |

| Ano:               | 2023 | 2024   |
| ------------------ | ---- | ------ |
| Número de pessoas: | 1692 | 1683   |
| Diferença:         |      | -0,53% |